# Administrador de rede
O Administrador de rede de informação, em informática, é o responsável por projetar e manter uma rede de computadores em funcionamento, de acordo com o desejado pelo próprio (mais comumente em redes locais) ou por quem o designou para a função (empresas ou órgãos públicos, por exemplo). Tem como atribuição principal o gerenciamento da rede local, bem como dos recursos computacionais relacionados direta ou indiretamente.
O perfil deste profissional deve possuir curso técnico ou superior em Redes de Computadores, Ciência da Computação ou equivalente, e/ou ser uma pessoa com grande experiência na área de informática. É importante que seja familiarizado com os equipamentos e software com os quais trabalha, tendo como forma de comprovação as tão valorizadas certificações, emitidas por grandes empresas através de provas. Exemplos são as MCP, MCSA e MCSE, certificações profissionais da Microsoft; Certificações Linux: LPIC-1, LPIC-2 e LPIC-3; E também a famosa Formação Cisco-CCNA, vista por muitos profissionais como requisito obrigatório para quem deseja garantir sua vaga no mercado de grandes empresas, em início de carreira.
No aspecto pessoal, o profissional deve ser dinâmico e ter interesse em buscar alternativas técnicas e gerenciais através da dedicação. Deve ser confiável, prestativo e possuir facilidade de comunicação com seus usuários, além de funcionar como mediador com o Departamento de Informática (DTI) nas questões técnicas e administrativas da rede local. É quase obrigatório também, devido as mudanças e os avanços que a tecnologia sofre em curto espaço de tempo, que o profissional da área de informática, se mantenha sempre atualizado, seja por meio do uso de novas tecnologias e, ou, frequentando salas de cursos e treinamentos, e até mesmo cursando uma Pós-Graduação, que por sinal, é muito bem vista nessa área.
Normalmente, os administradores de rede possuem conhecimentos avançados em protocolos de rede, segurança da informação, Internet e sistemas operacionais diversos, geralmente obtidos por cursos técnicos e cursos superiores. No entanto, não há regulamentação para exercer a profissão, de modo que do profissional nem sempre é exigida formação acadêmica ou mesmo em cursos profissionalizantes.
O administrador de redes, em redes maiores, trabalha em equipe com outros administradores, possuindo senhas especiais privativas, que dão acesso a todos os programas instalados, inclusive sistemas operacionais. Essas senhas são chamadas supersenhas, ou senhas de root (termo mais usado entre usuários de Linux), ou simplesmente senhas de administrador (mais comum entre usuários de Windows).

## Suas atribuições são
- Instalação e manutenção da rede local;
- Acompanhar o processo de venda do material necessário para manutenção da rede local junto com o SAT (Setor de Assistência Técnica), orientando o processo de compra e mantendo contato com os fornecedores de equipamentos e materiais de informática;
- Instalar e configurar a máquina gateway da rede local seguindo as orientações "Normas de Utilização do DIN";
- Orientar e/ou auxiliar os administradores das sub-redes na instalação/ampliação da sub-rede; manter em funcionamento a rede local do DIN, disponibilizando e otimizando os recursos computacionais disponíveis;
- Executar serviços nas máquinas principais da rede local, tais como: gerenciamento de discos, fitas e backup's, parametrização dos sistemas, atualização de versões dos sistemas operacionais e aplicativos, aplicação de correções e patches;
- Realizar abertura, controle e fechamento de contas nas máquinas principais do domínio local, conforme normas estabelecidas pelo DIN;
- Controlar e acompanhar a performance da rede local e sub-redes bem como dos equipamentos e sistemas operacionais instalados;
- Propor a atualização dos recursos de software e hardware aos seus superiores;
- Manter atualizado os dados relativos ao DNS das máquinas da rede local;
- Divulgar informações de forma simples e clara sobre assuntos que afetem os usuários locais, tais como mudança de serviços da rede, novas versões de software, etc.;
- Manter-se atualizado tecnicamente através de estudos, participação em cursos e treinamentos, listas de discussão, etc.;
- Garantir a integridade e confidencialidade e disponibilidade das informações sob seu gerenciamento e verificar ocorrências de infrações e/ou segurança;
- Comunicar ao DIN qualquer ocorrência de segurança na rede local que possa afetar a rede local e/ou Internet;
- Promover a utilização de conexão segura entre os usuários do seu domínio.
- Tendo como foco principal os serviços de Rede e equipamentos a qual a ele compete.
- Colocar em pratica a política de segurança de redes, além de desenvolvê-la.